# إريك ريدمان
إريك ريدمان (بالألمانية: Erich Redman)‏ هو ممثل ألماني من أصل سوفيتي ولد بتاريخ 1964 في الإتحاد السوفيتي.

## أعماله
مثل في عدة أفلام ومسلسلات منها السيد الأعلى وإنقاذ الجندي ريان.

## وصلات خارجية
- إريك ريدمان على موقع IMDb (الإنجليزية)
- إريك ريدمان على موقع ألو سيني (الفرنسية)
- إريك ريدمان على موقع أول موفي (الإنجليزية)
- إريك ريدمان على موقع قاعدة بيانات الأفلام السويدية (السويدية)
- إريك ريدمان على موقع قاعدة بيانات الفيلم (الإنجليزية)
- إريك ريدمان على موقع كينوبويسك (الروسية)

صفحته على IMDb